# Sungai Limau (Pusako)
Sungai Limau is een bestuurslaag in het regentschap Siak van de provincie Riau, Indonesië. Sungai Limau telt 783 inwoners (volkstelling 2010).